# Mako熱單

熱單（希伯來語：‎）是以色列新聞網站mako發布音樂排行榜，不同於以色列其他基於粉絲票選的排行榜，主要根據YouTube、Spotify、Apple Music和TikTok等數據成績製作。首支冠軍單曲由以色列女歌手諾婭·基雷爾的獨角獸獲得。

## 外部連結
- 官方网站